# Farmakonisi
Farmakonisi, dawniej Farmacussa (nowogr. Φαρμακονήσι, wł. Farmaco) − grecka wyspa we wschodniej części Morza Śródziemnego w archipelagu Dodekanez, w pobliżu granicy z Turcją. Administracyjnie wyspa należy do gminy Leros w jednostce regionalnej Kalimnos, w Regionie Południowych Wysp Egejskich, w administracji zdecentralizowanej Wyspy Egejskie.
Mieszkańcy wyspy uprawiają: pszenicę, jęczmień, oliwki, tytoń, warzywa i owoce. Religią dominującą jest prawosławie.

## Historia
Według źródeł starożytnych na wyspie przetrzymywany był przez piratów Gajusz Juliusz Cezar. Piraci chcieli otrzymać okup w wysokości 20 talentów. Cezar poczuł się urażony tak niską kwotą i nakazał im zażądać 60. Odgrażał się też piratom, iż po odzyskaniu wolności, schwyta ich i zabije. Przy pomocy niewielkiej floty piraci ci zostali pojmani i ukrzyżowani. Aktem łaski przed ukrzyżowaniem było zagardlenie.
Wraz z innymi wyspami archipelagu Farmakonisi należała do kolonii Królestwa Włoch w latach 1912–1943.